# Quận Hoke, North Carolina
Quận Hoke là một quận trong bang Bắc Carolina. Quận này thuộc vùng đô thị Fayetteville, Bắc Carolina. Tại thời điểm năm 2000, quận có dân số 33.646 người. Quận lỵ đóng ở Raeford6.

## Địa lý
Theo Cục điều tra dân số Hoa Kỳ, quận có tổng diện tích 392 dặm Anh vuông (1.016 km²), trong đó, 391 dặm Anh vuông (1.013 km²) là diện tích đất và 1 dặm Anh vuông (3 km²) trong tổng diện tích (0,29%) là diện tích mặt nước.

### Các thị trấn
Quận được chia thành 8 thị trấn: Allendale, Antioch, Blue Springs, Fort Bragg Military Reservation, McLauchlin, Raeford, Quewhiffle, và Stonewall.

### Các quận giáp ranh
- Quận Moore, Bắc Carolina - Bắc, tây bắc
- Quận Cumberland, Bắc Carolina - Đông
- Quận Robeson, Bắc Carolina - Nam
- Quận Scotland, Bắc Carolina - Tây nam

## Thông tin nhân khẩu
Theo cuộc điều tra dân số2 tiến hành năm 2000, quận này có dân số 33.646 người, 11.373 hộ, và 8.745 gia đình sinh sống trong quận này. Mật độ dân số là 86 người trên mỗi dặm Anh vuông (33/km²). Đã có 12.518 đơn vị nhà ở với một mật độ bình quân là 32 trên mỗi dặm Anh vuông (12/km²). Cơ cấu chủng tộc của dân cư sinh sống tại quận này gồm 44,53% người da trắng, 37,64% người da đen hoặc người Mỹ gốc Phi, 11,45% người thổ dân châu Mỹ, 0,83% người gốc châu Á, 0,15% người các đảo Thái Bình Dương, 3,27% từ các chủng tộc khác, và 2,13% từ hai hay nhiều chủng tộc. 7,18% dân số là người Hispanic hoặc người Latin thuộc bất cứ chủng tộc nào.
In 2000 Có 11.373 hộ trong đó có 41,40% có con cái dưới tuổi 18 sống chung với họ, 52,70% là những cặp kết hôn sinh sống với nhau, 18,20% có một chủ hộ là nữ không có chồng sống cùng, và 23,10% là không gia đình. 19,00% trong tất cả các hộ gồm các cá nhân và 5,80% có người sinh sống một mình và có độ tuổi 65 tuổi hay già hơn. Quy mô trung bình của hộ là 2,86 còn quy mô trung bình của gia đình là 3,22,
Phân bố độ tuổi của cư dân sinh sống trong huyện là 29,80% dưới độ tuổi 18, 10,70% từ 18 đến 24, 34,10% từ 25 đến 44, 17,60% từ 45 đến 64, và 7,70% người có độ tuổi 65 tuổi hay già hơn. Độ tuổi trung bình là 30 tuổi. Cứ mỗi 100 nữ giới thì có 102,00 nam giới. Cứ mỗi 100 nữ giới có độ tuổi 18 và lớn hơn thì, có 101,30 nam giới.
Thu nhập bình quân của một hộ ở quận này là $33.230, và thu nhập bình quân của một gia đình ở quận này là $36.110, Nam giới có thu nhập bình quân $27.925 so với mức thu nhập $21.184 đối với nữ giới. Thu nhập bình quân đầu người của quận là $13.635, Khoảng 14,40% gia đình và 17,70% dân số sống dưới ngưỡng nghèo, bao gồm 22,40% những người có độ tuổi 18 và 22,00% là những người 65 tuổi hoặc già hơn.